# Cimetière de Columbiadamm

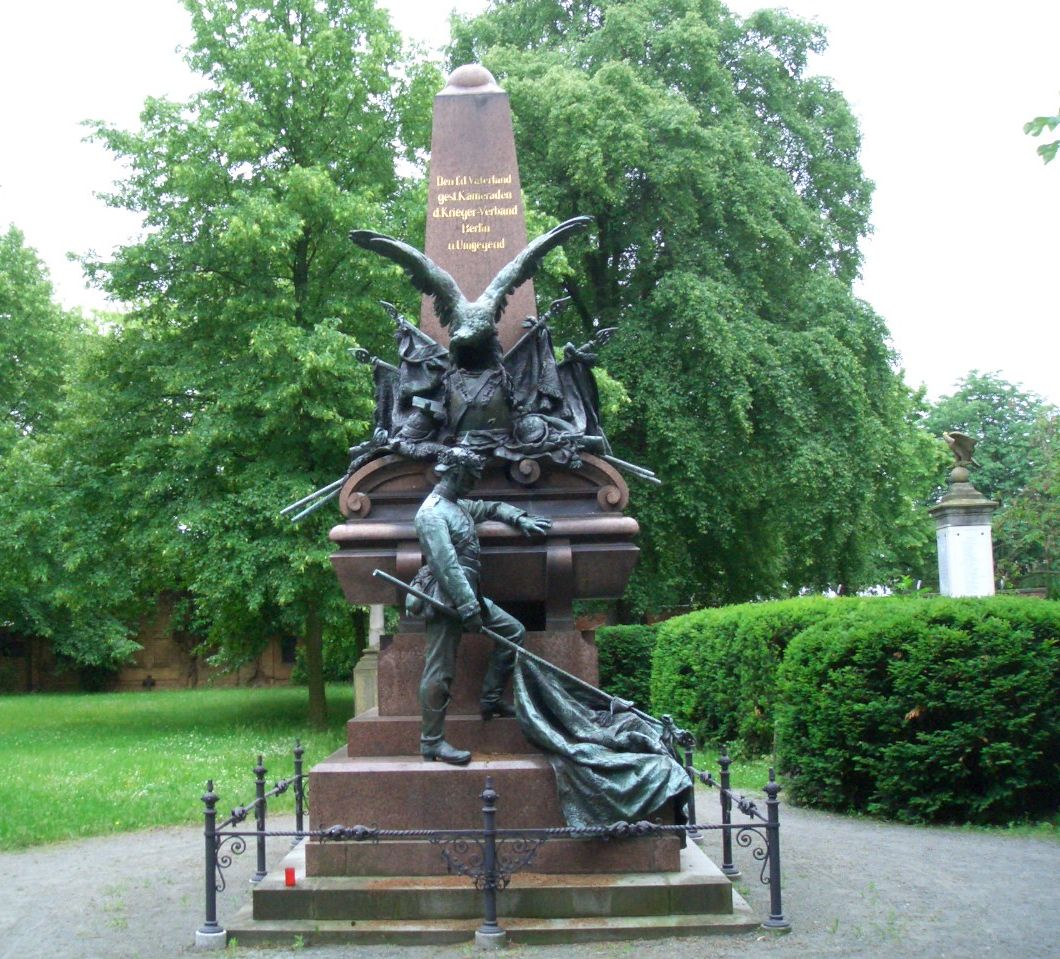
Monument aux Morts 1870/71 créé en 1888 par Johannes Boese

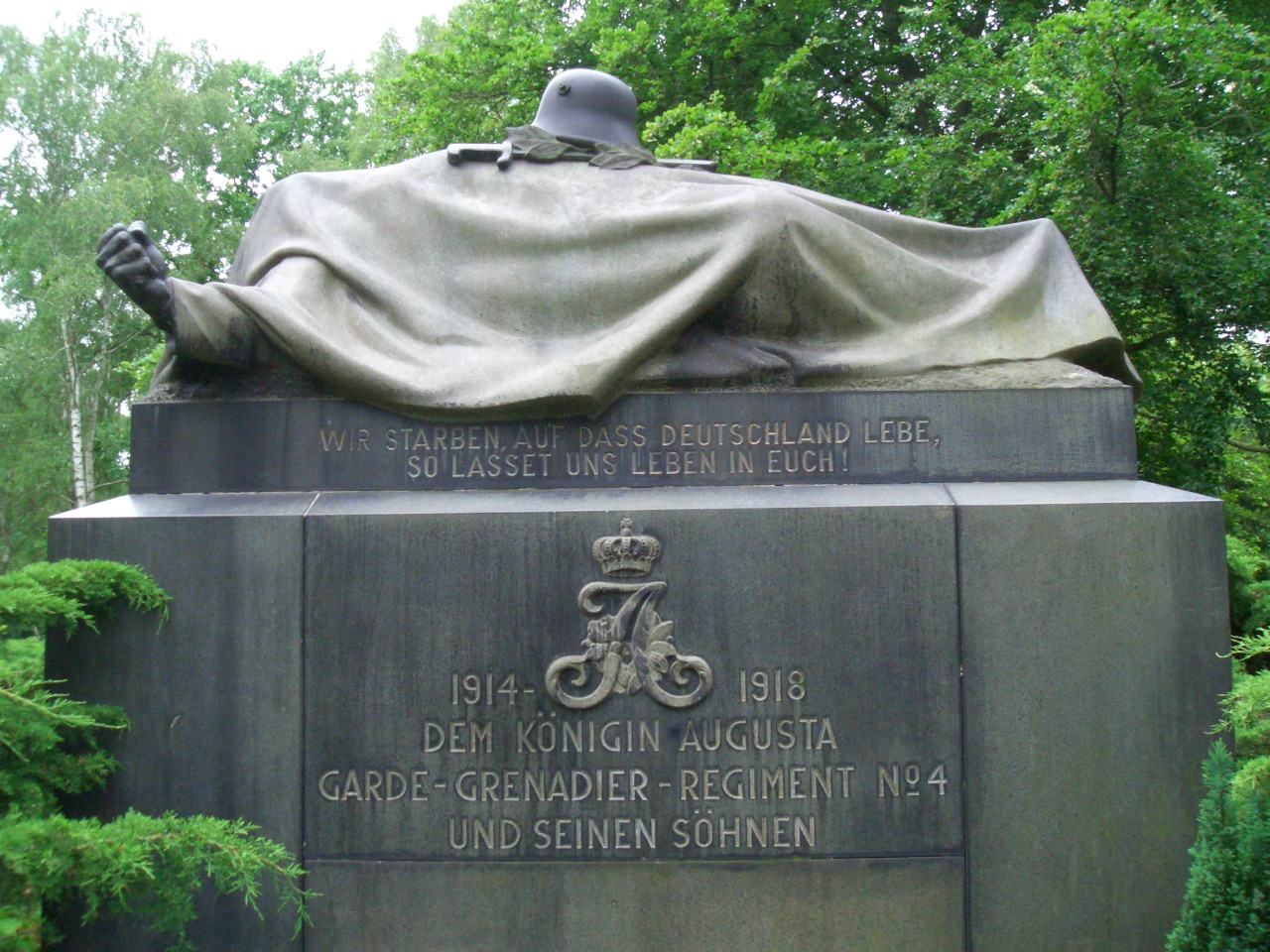
Mémorial aux morts du 4e régiment de grenadiers de la Garde, par Franz Dorrenbach, 1924/25

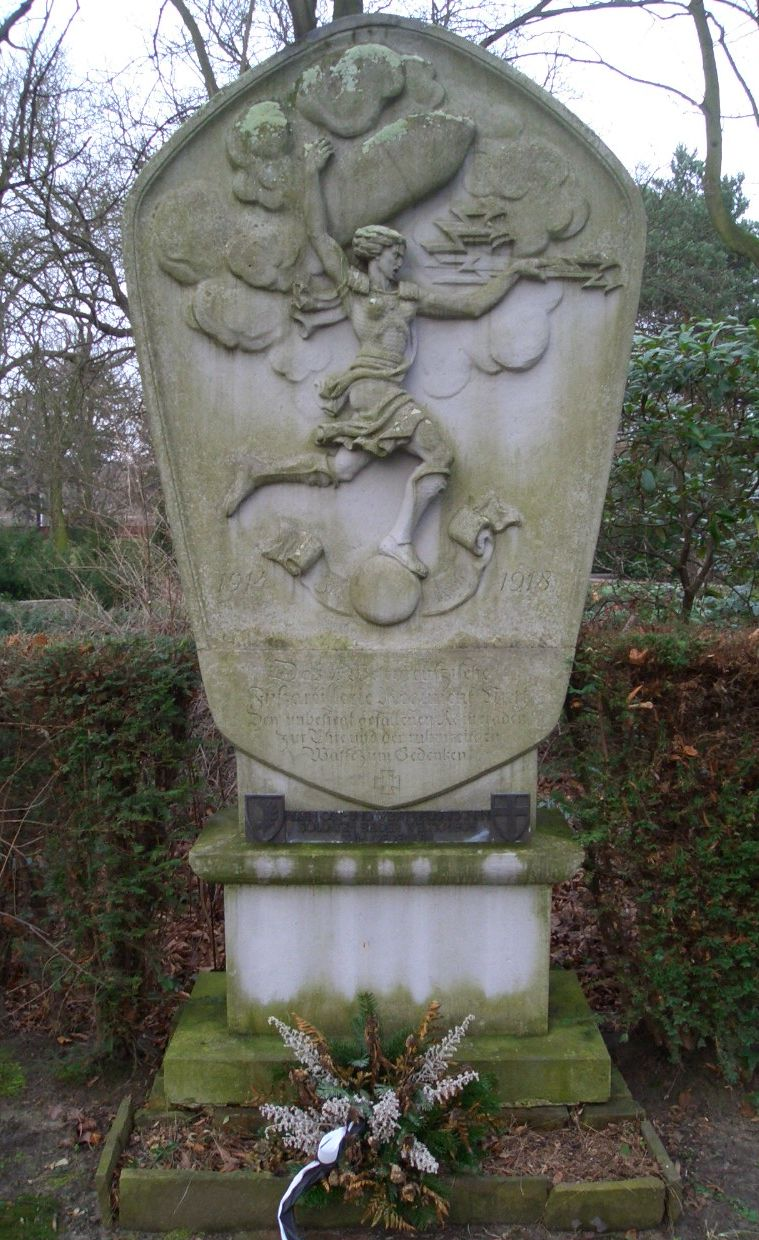
Mémorial du 11e régiment d'artillerie à pied. Sculpteur : Hermann Hosaeus

Le cimetière de Columbiadamm est situé dans le quartier berlinois de Neukölln, Columbiadamm 122-140. Il a déjà porté plusieurs noms, à commencer par cimetière derrière le Hasenheide, Dennewitz-Friedhof, à partir de 1861 Nouveau cimetière de garnison (pour le distinguer de l'ancien cimetière de garnison), après 1919 cimetière de garnison, depuis les années 1970 officiellement cimetière de Columbiadamm, parfois aussi cimetière am Columbiadamm. Il s'étend sur 104 044 m2 et abrite actuellement un peu plus de 7 000 tombes.

## Histoire
Après que Frédéric-Guillaume IV a décidé de retirer sa garnison de l'étroitesse de la ville et de l'installer dans de nouvelles casernes sur le champ de Tempelhof, qui a toujours été utilisé comme terrain de parade et zone d'entraînement militaire, le petit cimetière derrière le Hasenheide est intégré et agrandi à partir de 1861 pour devenir le nouveau cimetière de garnison. Il fait don d'une chapelle pour le cimetière, sur laquelle il a également une influence en termes d'aménagement.
Les soldats tombés des guerres de 1866, 1870/71, la guerre coloniale en Afrique et en particulier des Première et Seconde Guerre mondiale assurent une occupation continue. En temps de paix, les officiers se font volontiers construire des sépultures héréditaires coûteuses - conformément au style de l'époque.
La garnison est dissoute à la suite du traité de Versailles. À partir de 1922, la caserne est partiellement démolie et la construction de l'aéroport de Tempelhof commence. Le cimetière est conservé car il abrite des tombes de guerre protégées.

## Monuments
Des membres de divers régiments érigent un total de dix monuments commémoratifs de différentes qualités sur le vaste terrain afin de commémorer leurs camarades tombés au combat. Ces monuments datent pour la plupart des années 1920 et sont parfois complétés par des plaques commémoratives pour les morts de la Seconde Guerre mondiale.
Le plus important artistiquement est probablement le monuments aux morts des guerres de 1866 et 1870/71. Il a été réalisé par Johannes Boese (de) (1888) et est considéré comme son œuvre principale. Un soldat prussien grandeur nature abaisse son drapeau en pleurant ses camarades tués. Juste à côté se trouve un monument de la même hauteur et de la même époque, dédié à une cinquantaine de soldats français qui ont succombé à leurs blessures dans les hôpitaux militaires de Berlin.
Un autre mémorial monumental est dédié aux morts du 4e régiment de grenadiers de la Garde. L'œuvre d'art en syénite noire date de 1925 et a été réalisée par Franz Dorrenbach. Un casque repose sur un drapeau, sous lequel on peut voir les contours d'un homme. Sous le drap se dessine le poing serré de l'homme.
Le cimetière a le caractère d'un parc. Sur une grande partie du terrain, les tombes sont nivelées après 1945 et remplacées par de petites pierres commémoratives en briques, comme on en trouve dans la plupart des autres cimetières berlinois. Plusieurs tombes intéressantes du point de vue culturel et artistique sont cependant conservées. Certains champs de tombes sont ouverts à la population de Neukölln, les morts civils et militaires reposent côte à côte sur certains d'entre eux.

## Tombes de personnalités connues
- Günter Elsner (de) (1916–1992), homme politique
- Hermann Fricke (mort en 1904), fusilier, mort dans un effort de sauvetage civil, pierre commémorative sur le pont Lichtenstein (de)[1]
- Günter Bruno Fuchs (de) (1928-1977), poète et graphiste
- Tombe commune pour les 29 membres d'équipage du dirigeable naval L 2 (de), s'est écrasé à l'aéroport de Berlin-Johannisthal le 17 octobre 1913
- Viktor von Grumbkow (de) (mort en 1901), adjudant général du sultan
- Wilhelm von Hahnke (1833-1912), maréchal
- Eduard von Hartmann (1842-1906), philosophe
- Erich Kling (mort en 1892), Hauptmann, explorateur de l'Afrique
- Paulus Klüpfel (de) (1876-1918), fondateur du Freiland-Freigeld-Bund (de)
- Curt von Knobelsdorff (de) (1839-1904), cofondateur de la Croix-Bleue, lieutenant-colonel
- Edward von Knorr (1840-1920), amiral
- Hans von Kretschmann (de) (1832-1899), général d'infanterie
- Gustav von Lauer (de) (mort en 1889), médecin personnel du l'empereur Guillaume pendant plus de 44 ans
- Balduin Möllhausen (de) (1825-1905), écrivain
- Bernhard von Poten (mort en 1909), écrivain militaire
- Moritz von Prittwitz et Gaffron (1795-1885), général d'infanterie et inspecteur général de tous les forts prussiens
- Rudolf von Schön (1810–1891), général de cavalerie prussien
- Adolf Siemens (de) (1811-1887), cousin de Werner von Siemens, inventeur
- Hugo von Waldeyer-Hartz (1876-1942), écrivain naval
- Francesco Valentini (de) (1789–1862), professeur de langues, italianiste et lexicographe

## Galerie

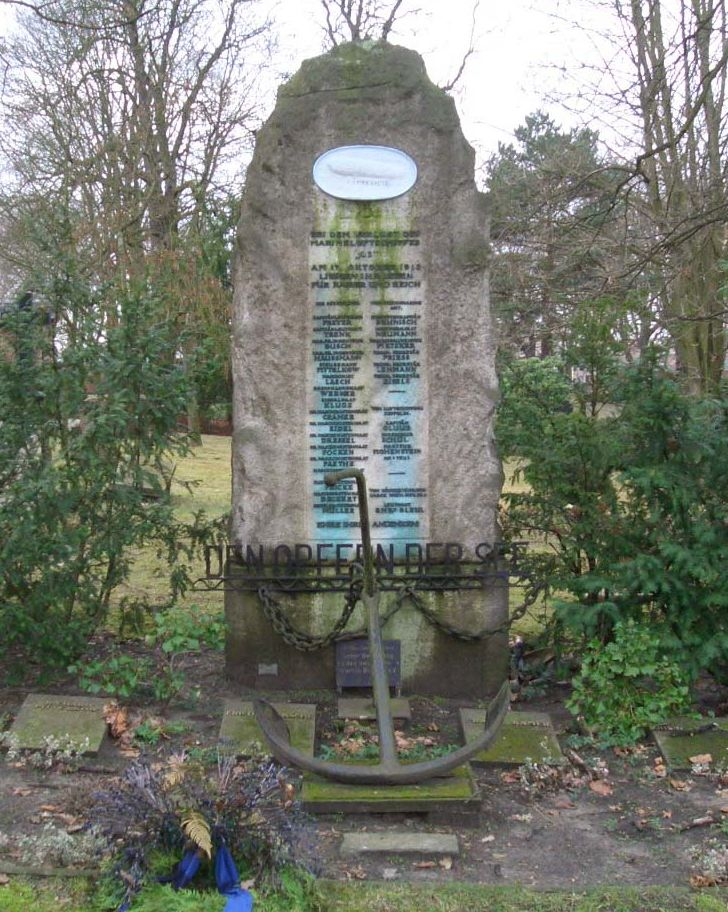
Tombe communautaire avec ancre pour les 28 aviateurs navals du L 2 (LZ 18 (de))
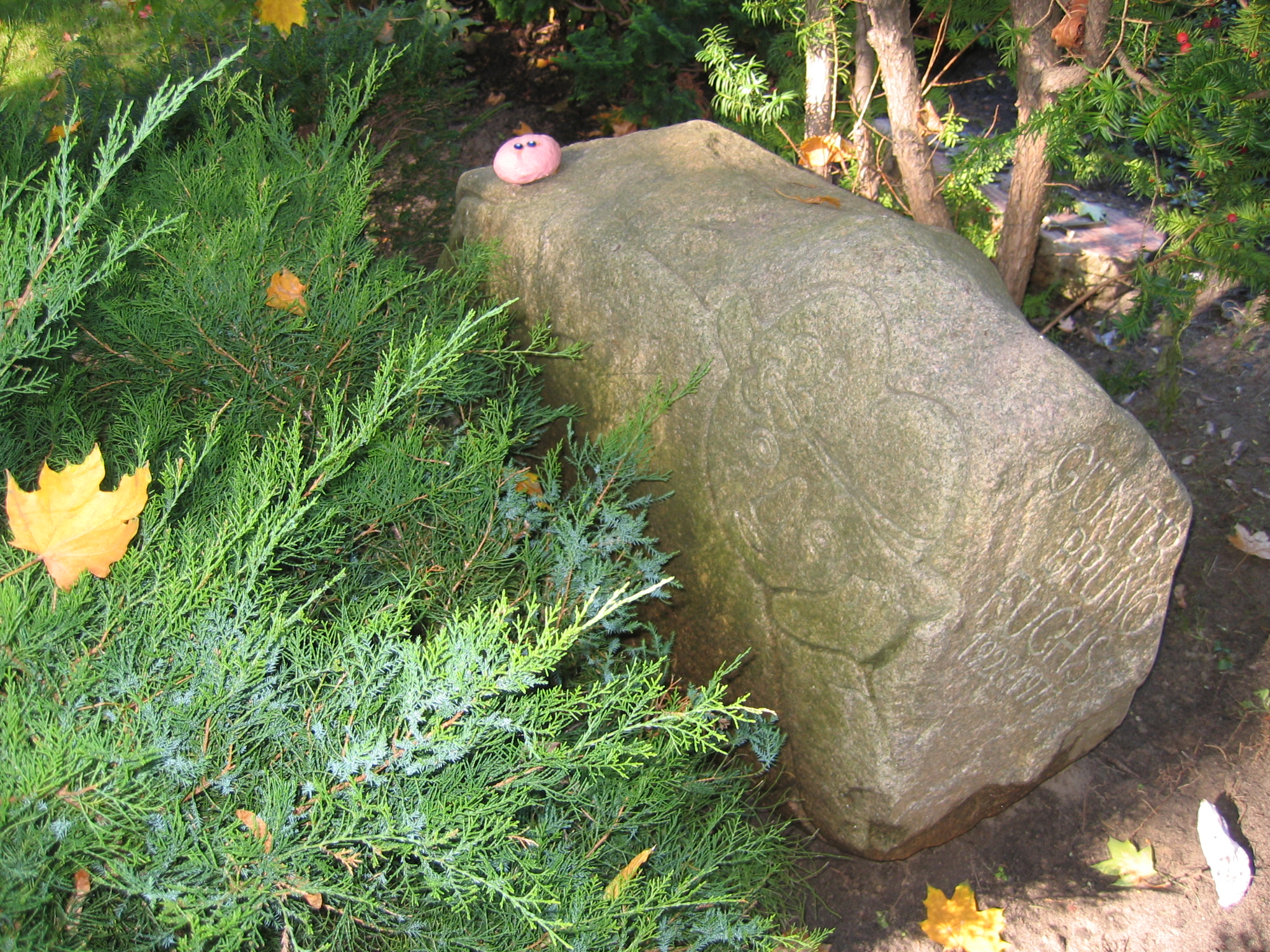
Tombe de Günter Bruno Fuchs (de)
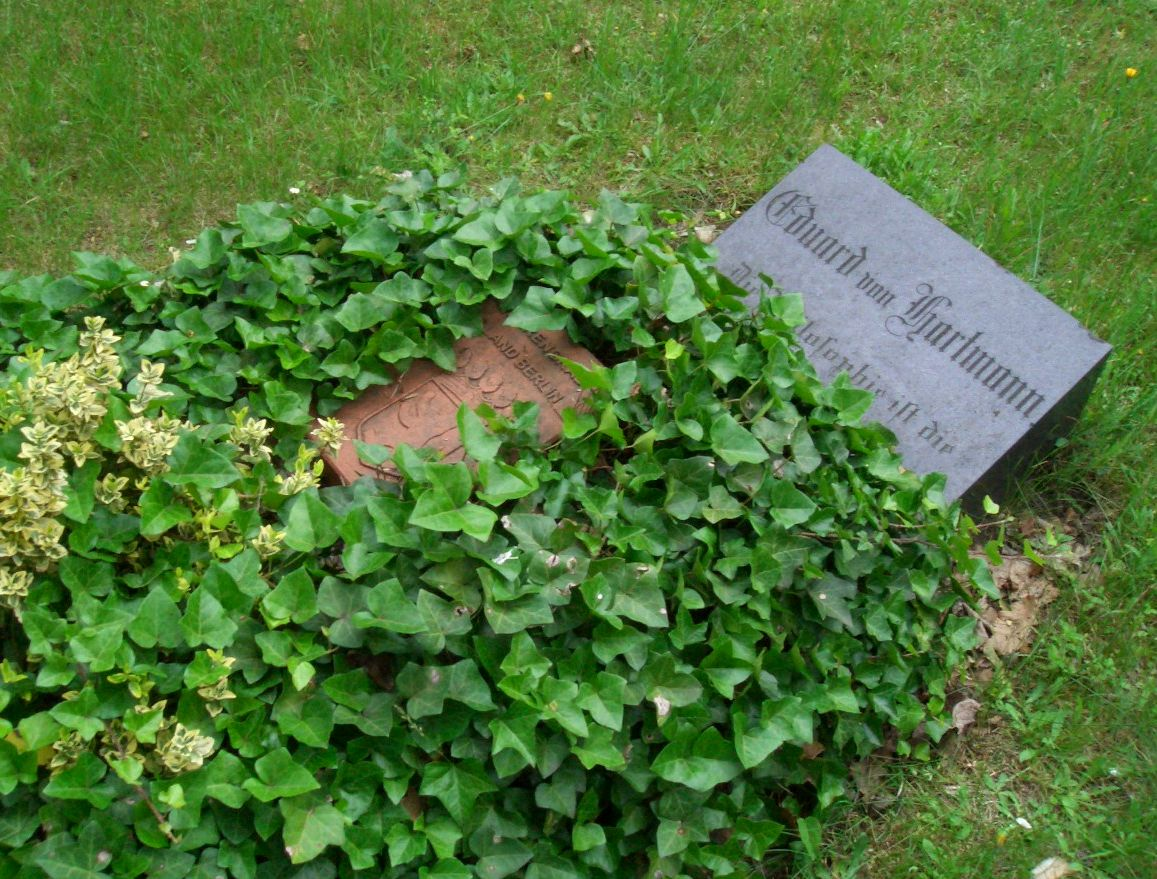
Tombe d'honneur du philosophe Eduard von Hartmann
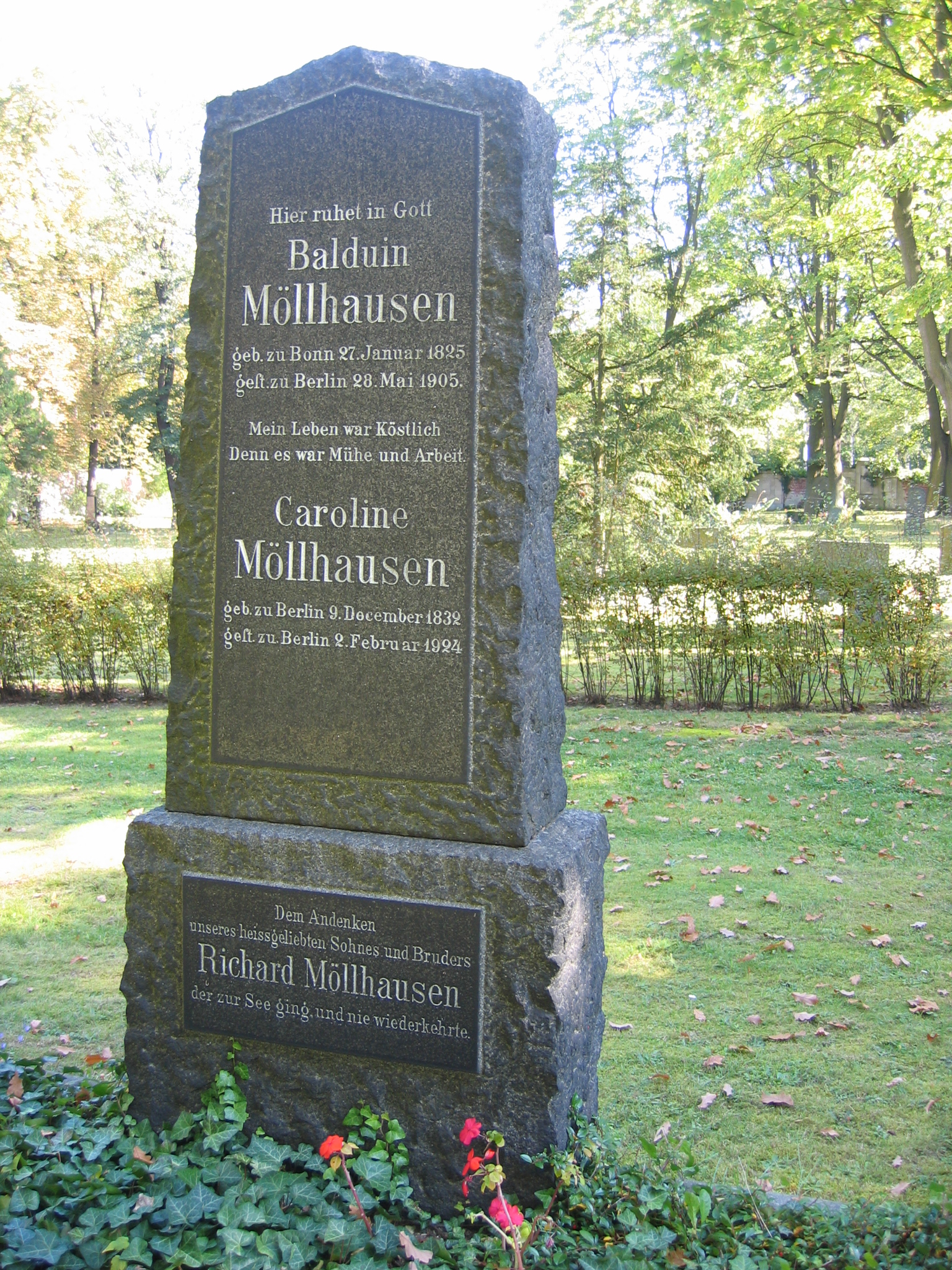
Tombe de Balduin Möllhausen (de)
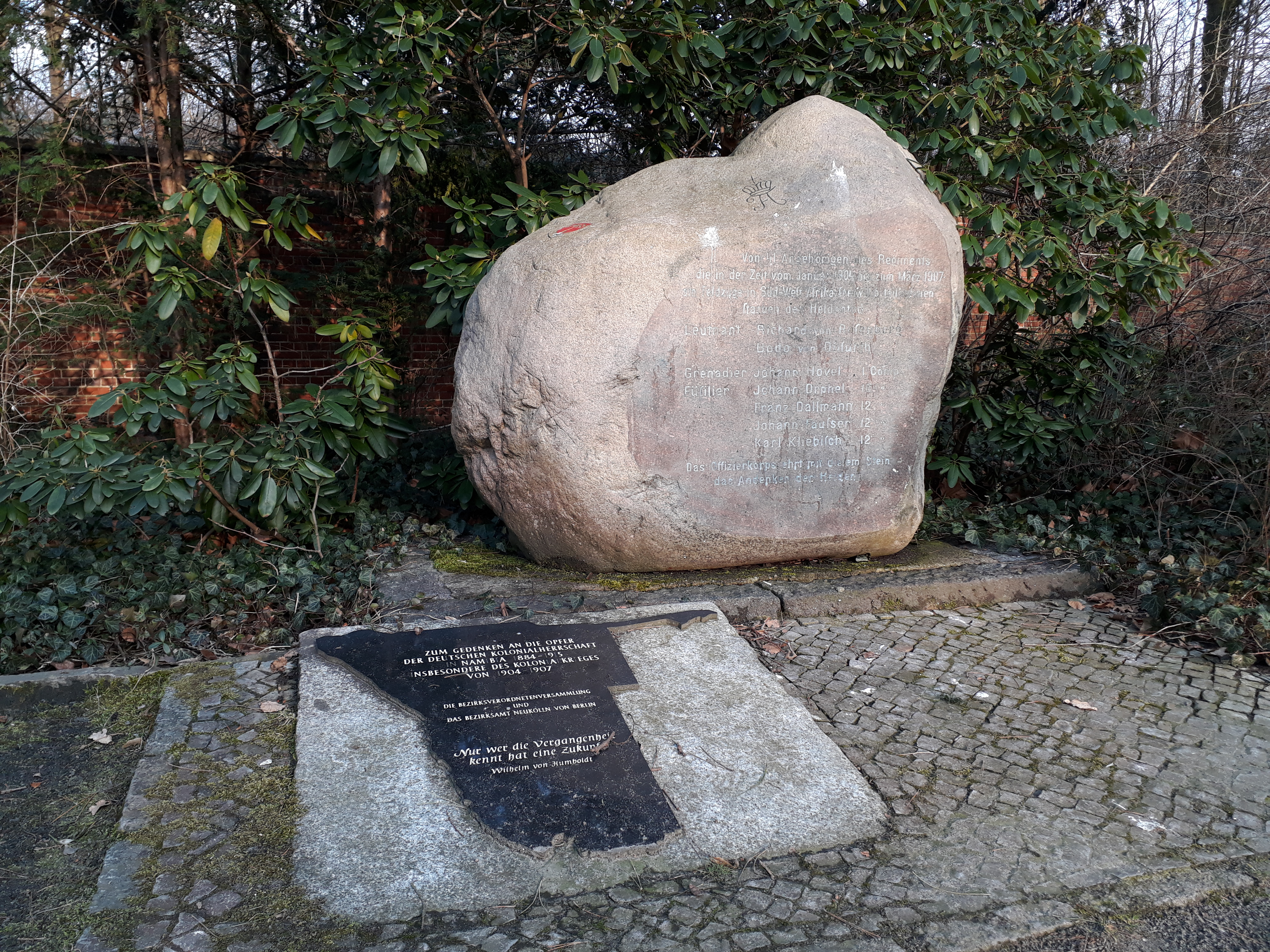
Pierre Herero (de) avec plaque commémorative de la Namibie